# Chasmanthe floribunda
Chasmanthe floribunda — вид квіткових рослин родини півникові (Iridaceae). лат. floribunda — «рясноквіта».

## Опис
Ця багаторічна рослина 60–120 см росте з бульбоцибулин, виробляє згустки довгих, вузьких листків. Стебла 1–2-гілкові. Квітки зазвичай червоно-оранжевого кольору, подовжені, трубчастої структури. Капсули 10–15 мм. Насіння 5–7 мм в діаметрі, не має м'ясистого покриття або живильної цінності, його яскраво-помаранчевий колір приваблює птахів. Насіння проходить через травну систему птиці відносно неушкодженим.

## Поширення
Природне поширення: ПАР. Натуралізовані: Австралія, Нова Зеландія, Алжир, Аргентина, Острів Святої Єлени, Сполучені Штати Америки — Каліфорнія.

## Використання
Культивується.

## Галерея

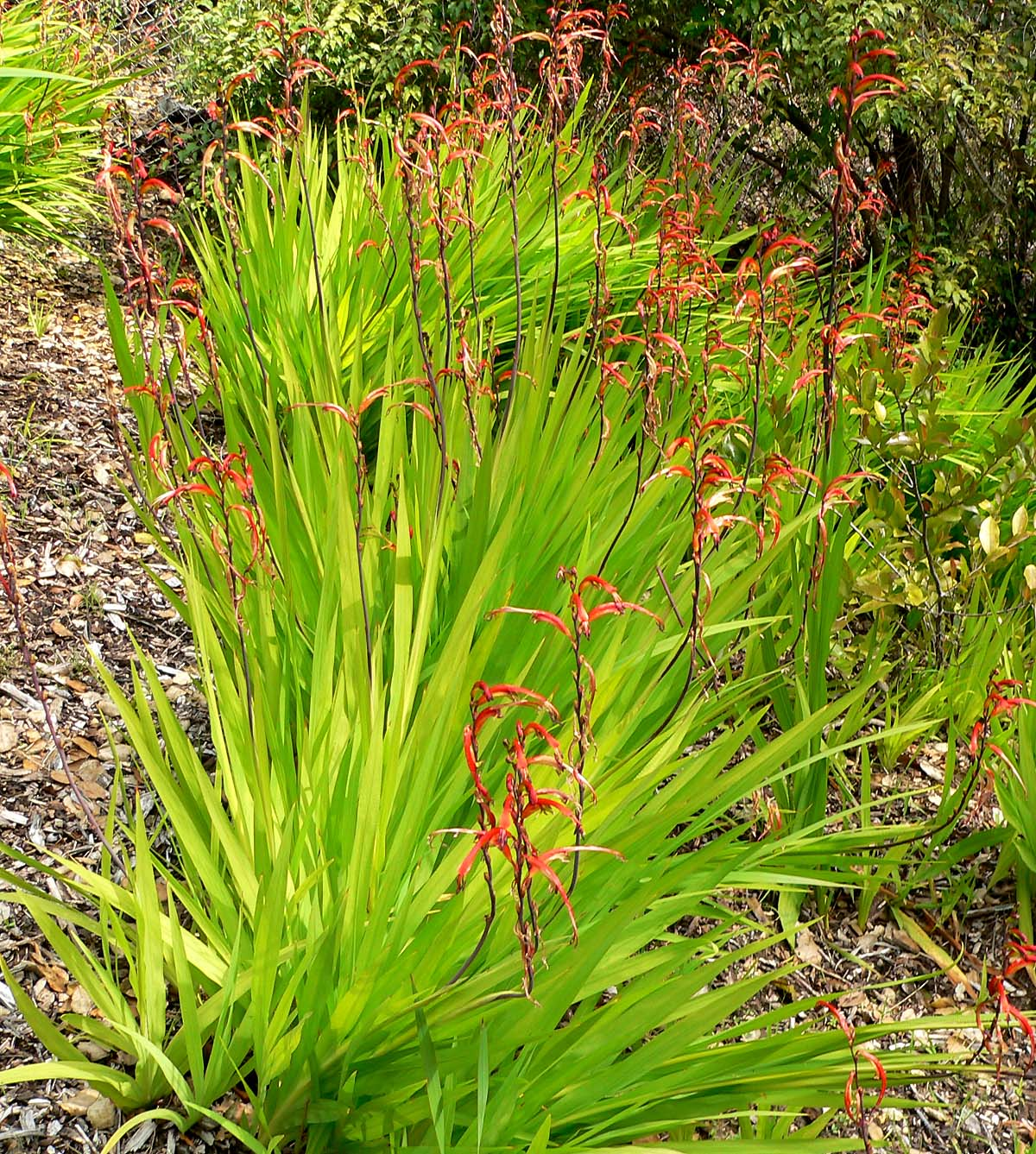
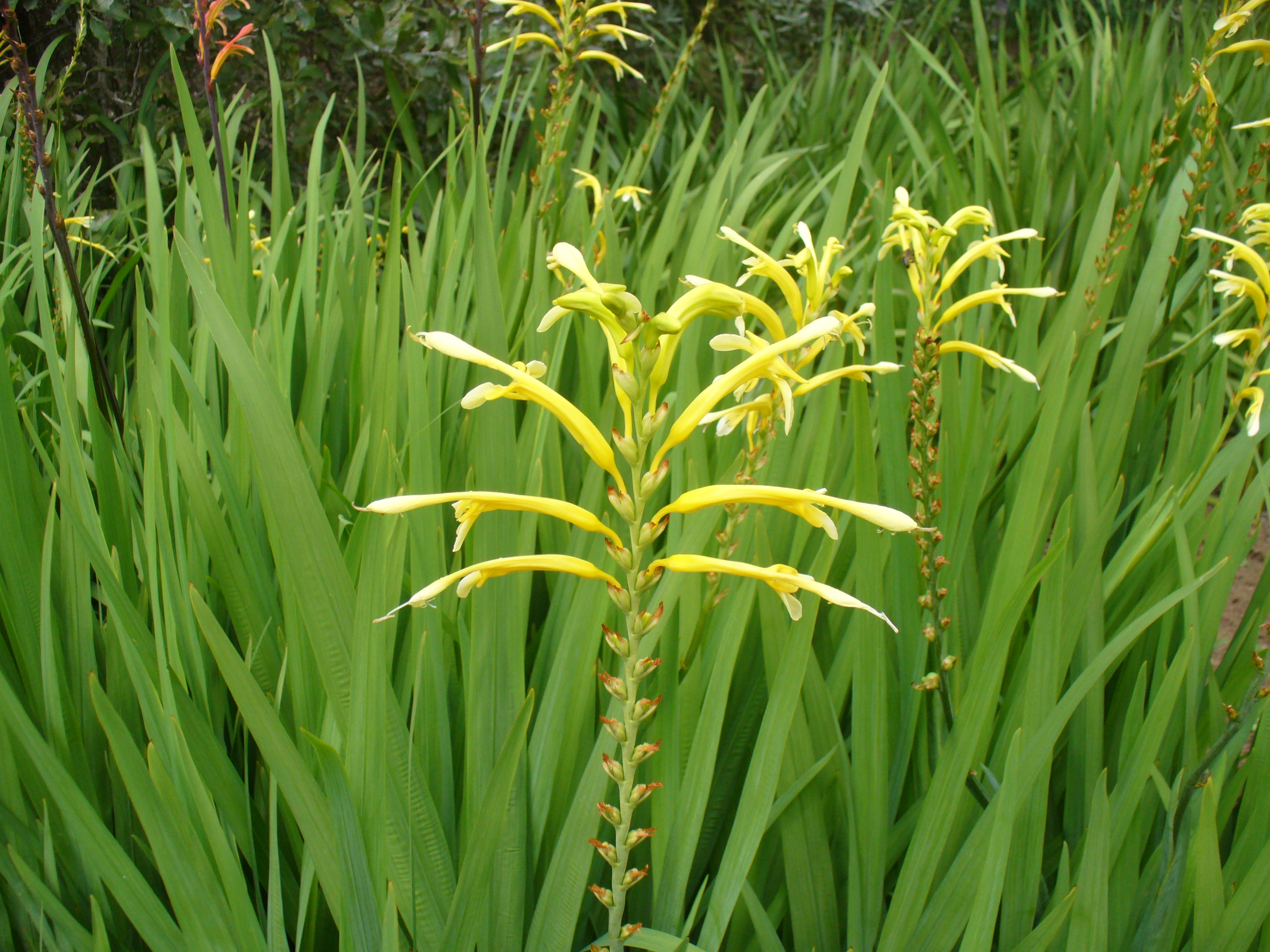

| Гібіскус | Це незавершена стаття про квіткові рослини. Ви можете допомогти проєкту, виправивши або дописавши її. |